# داریا یورلووا
داریا یورلووا (استونیایی: Darja Jurlova؛ زادهٔ ۳ مارس ۱۹۹۲) ورزشکار دوگانه زن اهل استونی است.